# Emmerdale
Emmerdale — дебютный студийный альбом шведской группы The Cardigans. Изначально был выпущен в Швеции 18 февраля 1994 и 24 сентября 1994 в Японии. Позднее переиздан в Европе в январе 1999 и Канаде в мае того же года. В августе 1999 в США лейблом Minty Fresh издана специальная версия альбома с бонусным диском, содержащим песни со второго альбома The Cardigans Life (эти песни не были включены в версию второго альбома, изданную в США).

## Список композиций
1. «Sick & Tired» (Петер Свенссон, Магнус Свенингссон) — 3:24
2. «Black Letter Day» (Свенссон, Свенингссон) — 4:31
3. «In the Afternoon» (Свенссон, Свенингссон) — 4:10
4. «Over the Water» (Свенссон, Свенингссон) — 2:13
5. «After All…» (Свенссон, Свенингссон) — 2:56
6. «Cloudy Sky» (Свенссон) — 4:07
7. «Our Space» (Свенссон, Свенингссон) — 3:30
8. «Rise & Shine» (Свенссон, Свенингссон) — 3:28
9. «Celia Inside» (Свенссон, Свенингссон) — 3:34
10. «Sabbath Bloody Sabbath» (Гизер Батлер, Тони Айомми, Оззи Осборн, Билл Уард) — 4:30[1]
11. «Seems Hard» (Свенссон) — 3:56
12. «Last Song» (Свенингссон) — 3:21

## Список дорожек на бонусном диске
1. «Pikebubbles» (Свенссон, Свенингссон) — 3:02
2. «Travelling with Charley» (Свенссон, Свенингссон) — 4:11
3. «Sunday Circus Song» (Свенссон, Свенингссон, Ларс-Олаф Йоханссон) — 3:54
4. «Closing Time» (Свенссон, Свенингссон, Йоханссон) — 10:22